# 法性寺 (羽生市)
法性寺（ほっしょうじ）は、埼玉県羽生市にある浄土宗の寺院。

## 歴史
1604年（慶長9年）、残哲によって開山された。残哲は忍城の城主成田氏の家臣の息子であり、出家後は当地に庵を結んでいた。1604年（慶長9年）、江戸幕府初代将軍徳川家康は鷹狩で当地を訪れ、残哲を召し出した。そこで、残哲が成田氏の関係者であり、徳川家の菩提寺である増上寺の法統に属することが判明した。この縁により、寺領15石の朱印状を交付し、葵紋の使用が許されることになった。境内には東照大権現を祀る祠があるが、これは家康の恩に報いるために建てられたものである。

## 交通アクセス
- 新郷駅より徒歩10分。